# Badia Tedalda
Badia Tedalda ist eine italienische Gemeinde mit 957 Einwohnern (Stand 31. Dezember 2023) in der Provinz Arezzo in der Region Toskana.

## Geografie

Lage von Badia Tedalda in der Provinz Arezzo

Die Gemeinde liegt etwa 35 km nordöstlich der Provinzhauptstadt Arezzo und 80 km östlich der Regionalhauptstadt Florenz im Marecchiatal (Valmarecchia) und am Fluss Marecchia. Sie liegt in der klimatischen Einordnung italienischer Gemeinden in der Zone E, 2 713 GG. Im westlichen Gemeindegebiet liegt der Passo di Viamaggio.
Der Hauptort ist unterteilt in den antiken und höhergelegenen Teil Tedalda Alta, wo sich die Abtei befand und sich heute die Kirche Chiesa di San Michele Arcangelo noch immer befindet. Im unterhalb von Alta gelegenen Teil Tedalda Bassa steht das Rathaus.
Zu den Ortsteilen zählen Caprile (815 Meter über dem Meeresspiegel), Castellacciola, Fresciano-Montebotolino, Montelabreve, Pratieghi (857 m, ca. 110 Einwohner), Rofelle (708 m), Sant’Andrea, Stiavola und Viamaggio (891 m).
Zum Gemeindegebiet gehört ebenfalls die Exklave Ca’ Raffaello (418 Meter über dem Meeresspiegel, ca. 280 Einwohner, 8 km nördlich gelegen), mit den drei Ortschaften Cicognaia (630 m), Monterotondo (kein Ortsteil) und Santa Sofia Marecchia (600 m, 9 km nördlich gelegen), die durch die Provinz Rimini vom Hauptterritorium getrennt ist. Die Orte gelangten 1607 zum Gemeindegebiet, als der Großherzog der Toskana, Ferdinando I. de’ Medici, Gebiete in den damaligen Marken (Provinz Pesaro und Urbino, seit 2009 Provinz Rimini, Emilia-Romagna) ankaufte.
Die Nachbargemeinden sind Borgo Pace (PU), Casteldelci (RN), Pennabilli (RN), Pieve Santo Stefano, Sansepolcro, Sant’Agata Feltria (RN), Sestino und Verghereto (FC).

## Geschichte
Die Gemeinde entstand wahrscheinlich durch die Römer, die an der Via Ariminensis zwischen Arezzo und Rimini siedelten. Im Mittelalter waren im Ort zwei Abteien der Benediktiner vorhanden, die di Arduino und die dei Tedaldi, die 1205 mit dem Ausbau der Kirche Chiesa di San Michele Arcangelo zusammengelegt wurden. 1489 gelangte der Ort in den Einflussbereich von Florenz. Die heutige Gemeinde wurde am 24. Juli 1775 durch Dekret von Großherzog Leopold I. gegründet. Nach der Einheit Italiens 1861 lebten im Gemeindegebiet ca. 2350 Personen. Diese Zahl erhöhte sich bis in die 1920er Jahre auf ca. 3700. Danach nahm die Bevölkerungszahl stetig ab, so dass 2010 nur noch 1118 Personen im Ort wohnten.

## Sehenswürdigkeiten
- Chiesa di San Michele Arcangelo, im 10. Jahrhundert errichtete und 1205 erweiterte Kirche in Tedalda Alta, die 1520 auf Initiative von Leonardo Buonafede im Innenraum renoviert wurde. Enthält von Benedetto Buglioni das Werk Madonna e quattro Santi (Terrakottafigur aus dem Jahr 1516) und von Santi Buglioni das 1522 fertiggestellte Werk I santissimi Giuliano, Sebastiano e Antonio.
- Chiesa della Madonna del Presale, Kirche am Ufer des Flusses Marecchia, die bereits im 12. Jahrhundert dokumentiert wurde.
- Chiesa di Santa Maria a Rofelle, im 12. Jahrhundert errichtete Kirche im Ortsteil Rofelle.
- Chiesa di San Tommaso a Montebotolino, Kirche im Ortsteil Montebotolino aus dem 13. Jahrhundert[2].

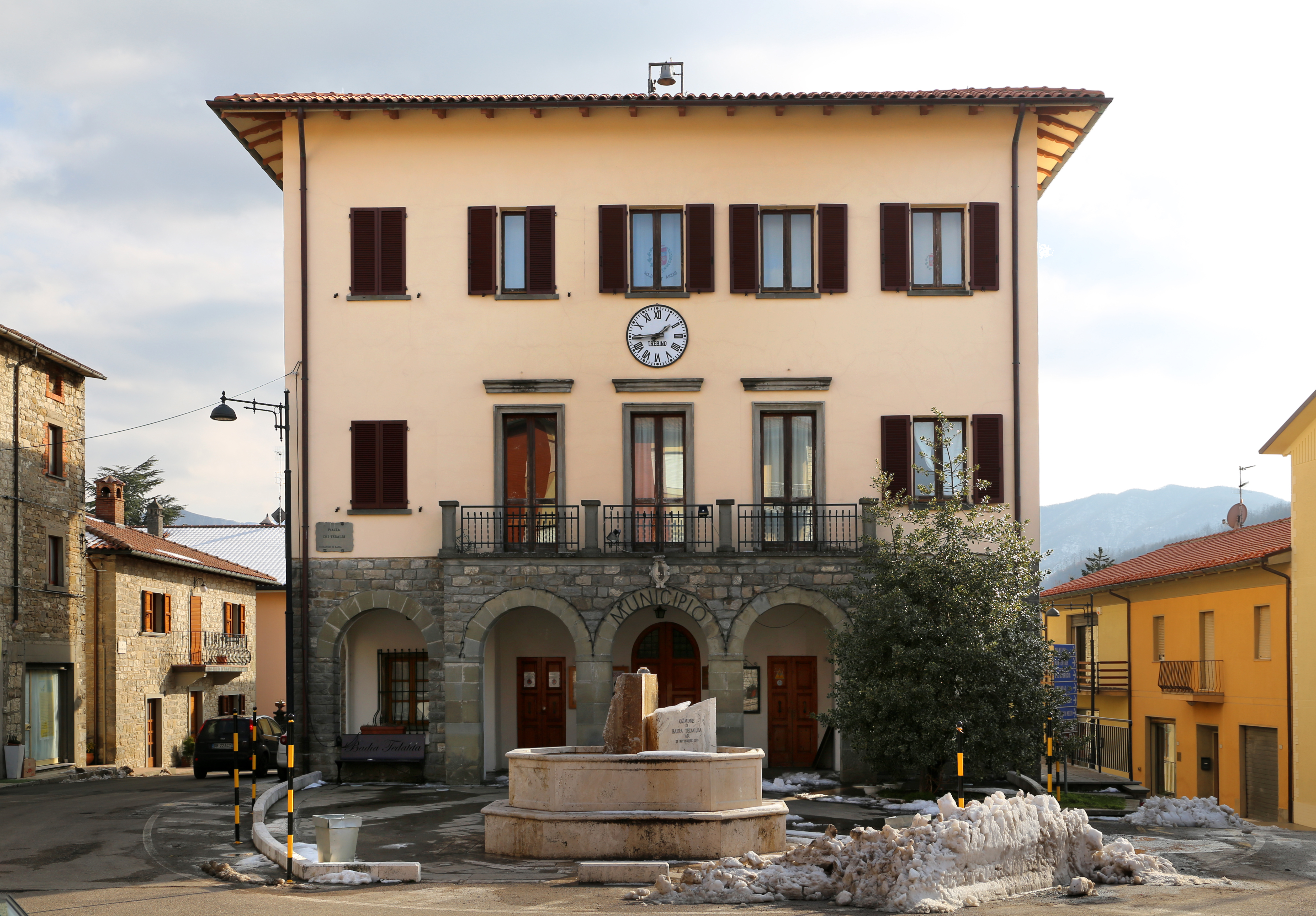
Rathaus und Piazza dei Tedaldi in Tedalda Bassa
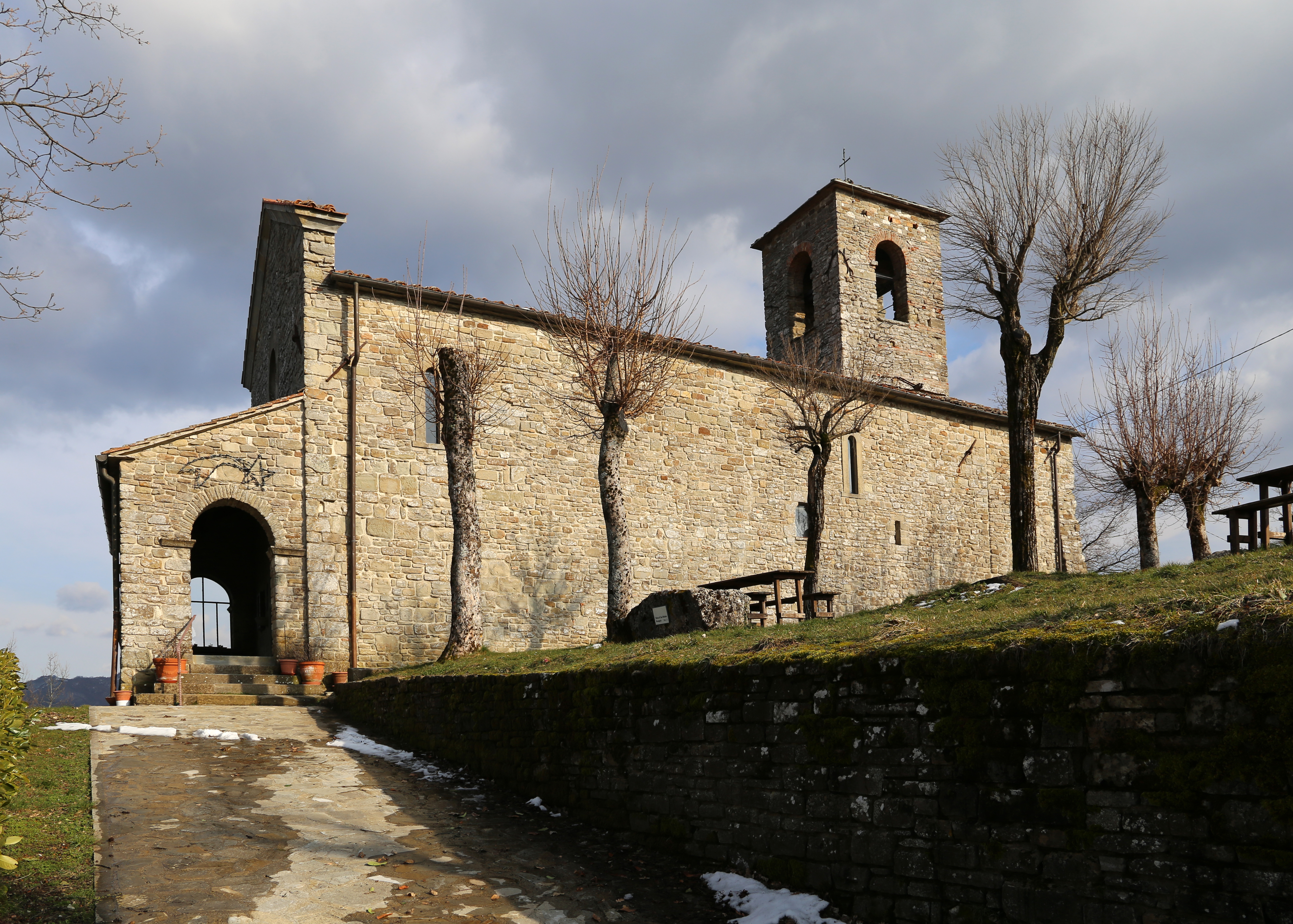
Chiesa di San Michele Arcangelo
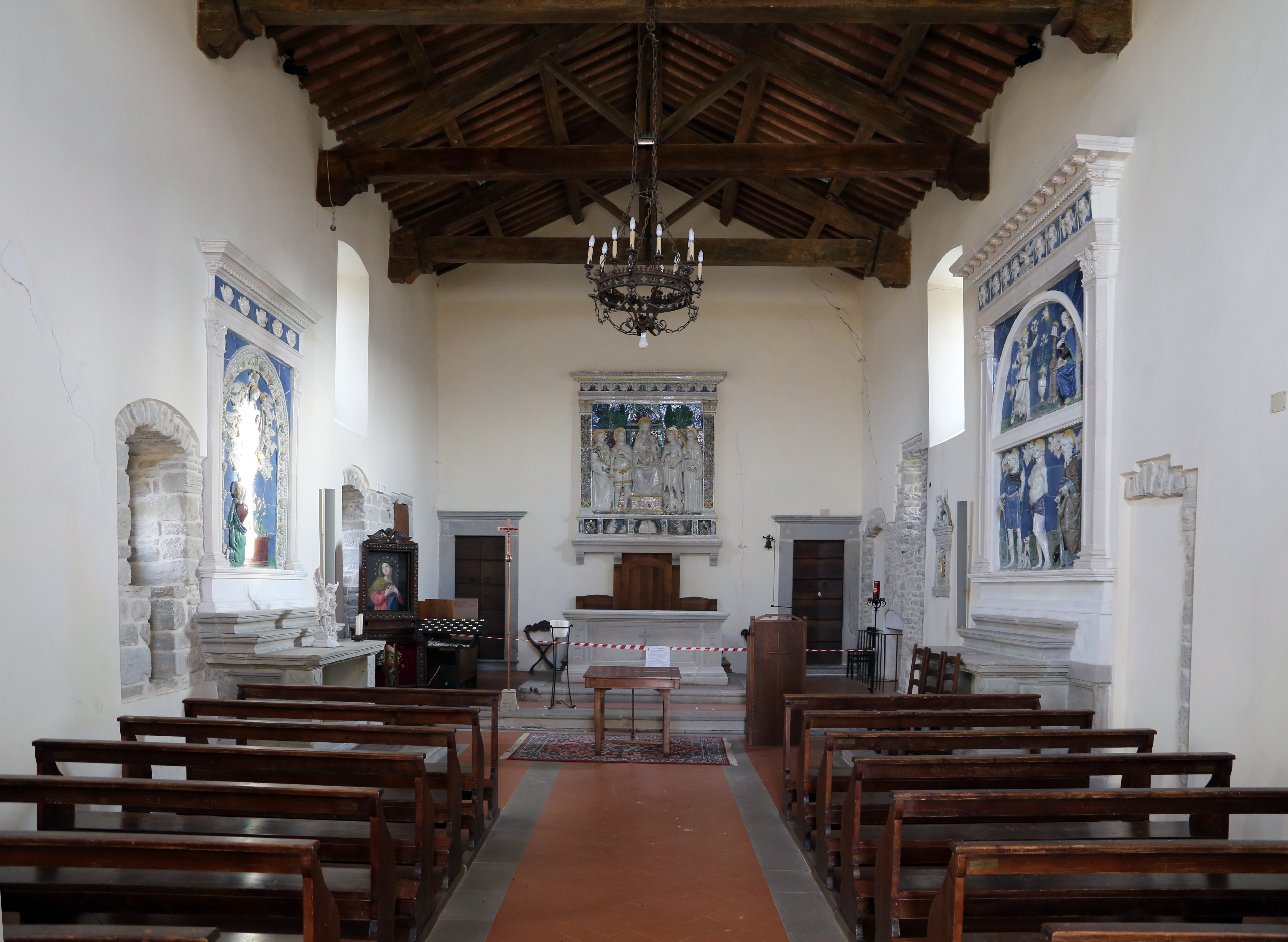
Innenansicht der Kirche S. Michele Arcangelo
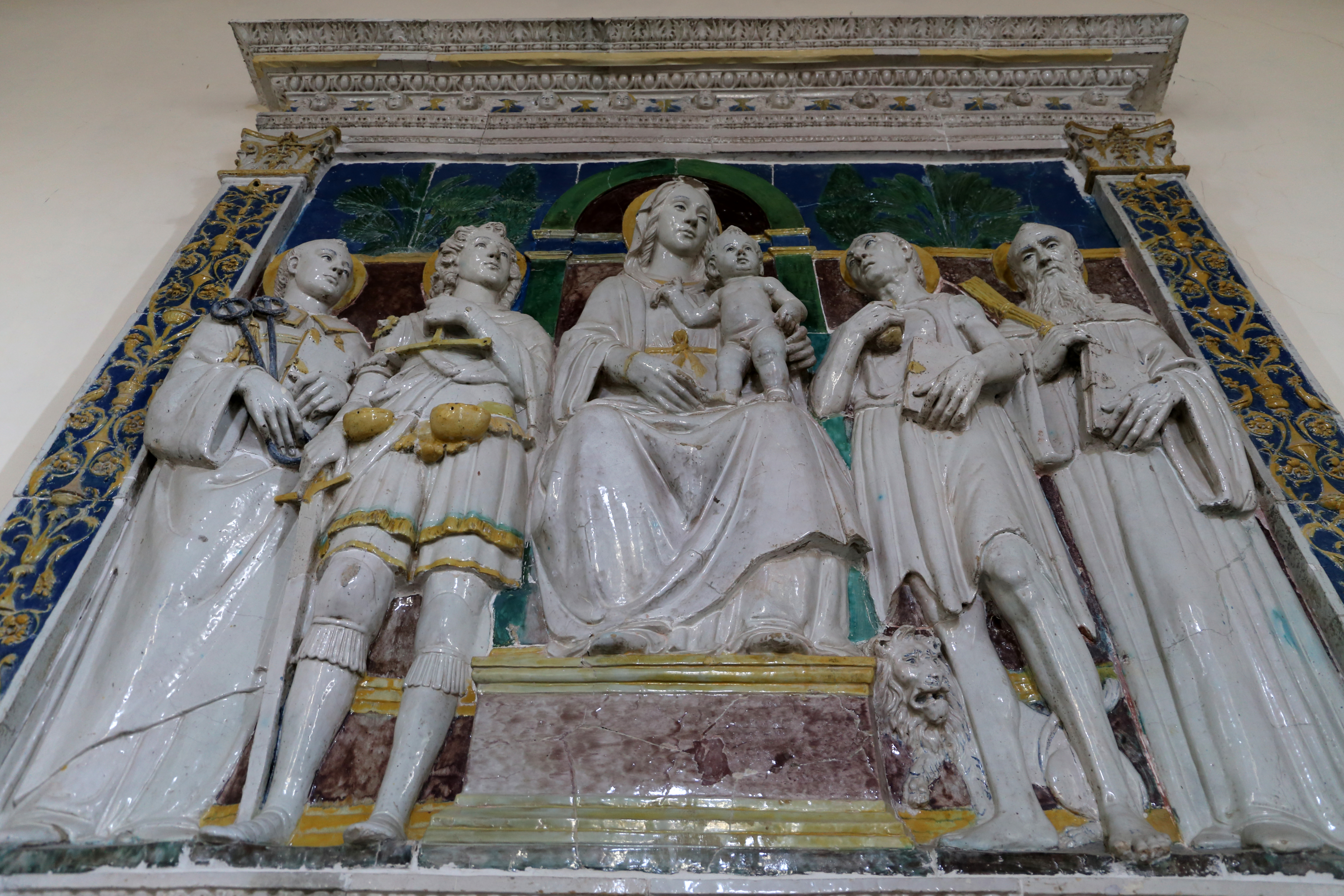
Terrakotta Madonna e quattro Santi
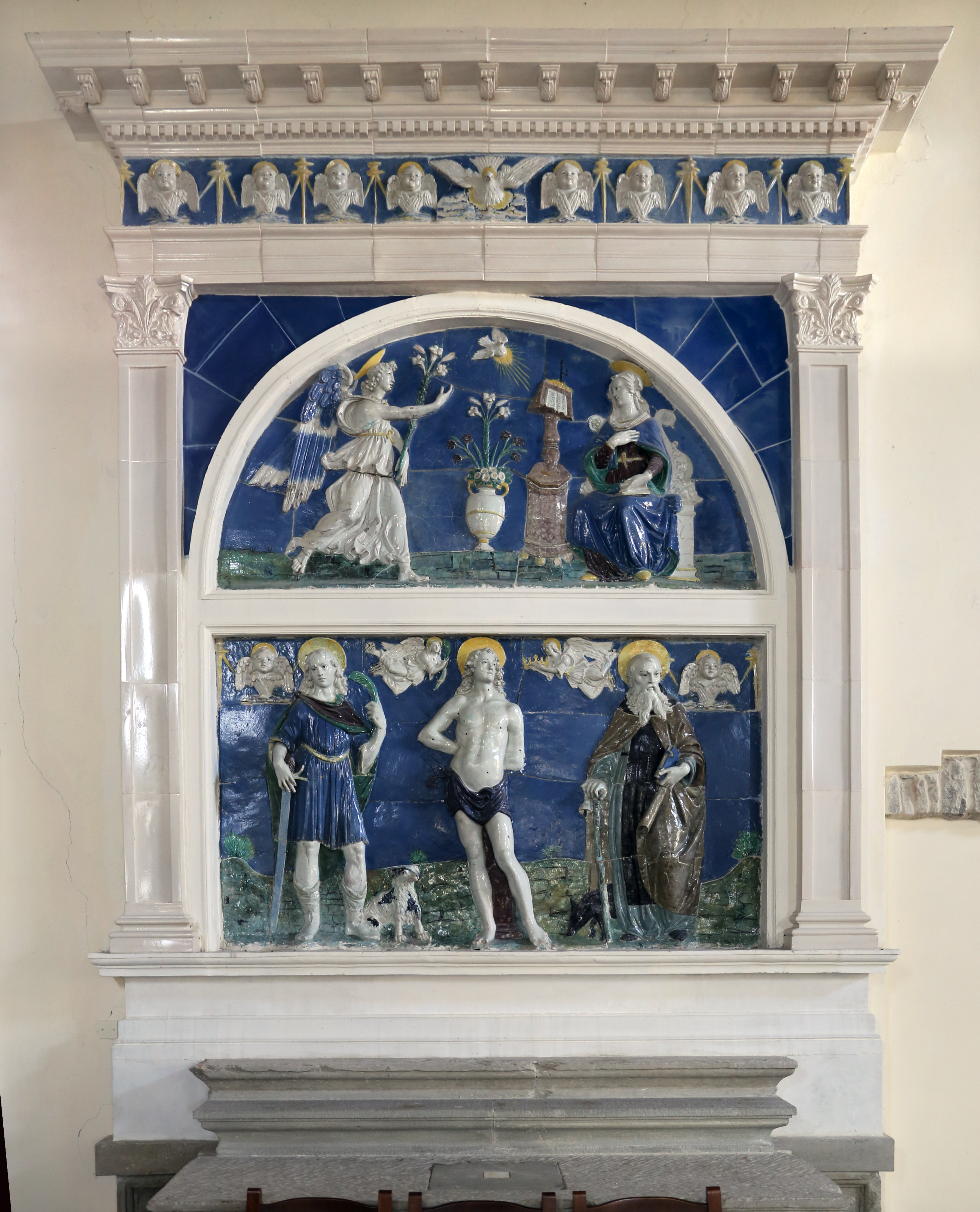
Terrakotta I santissimi Giuliano, Sebastiano e Antonio
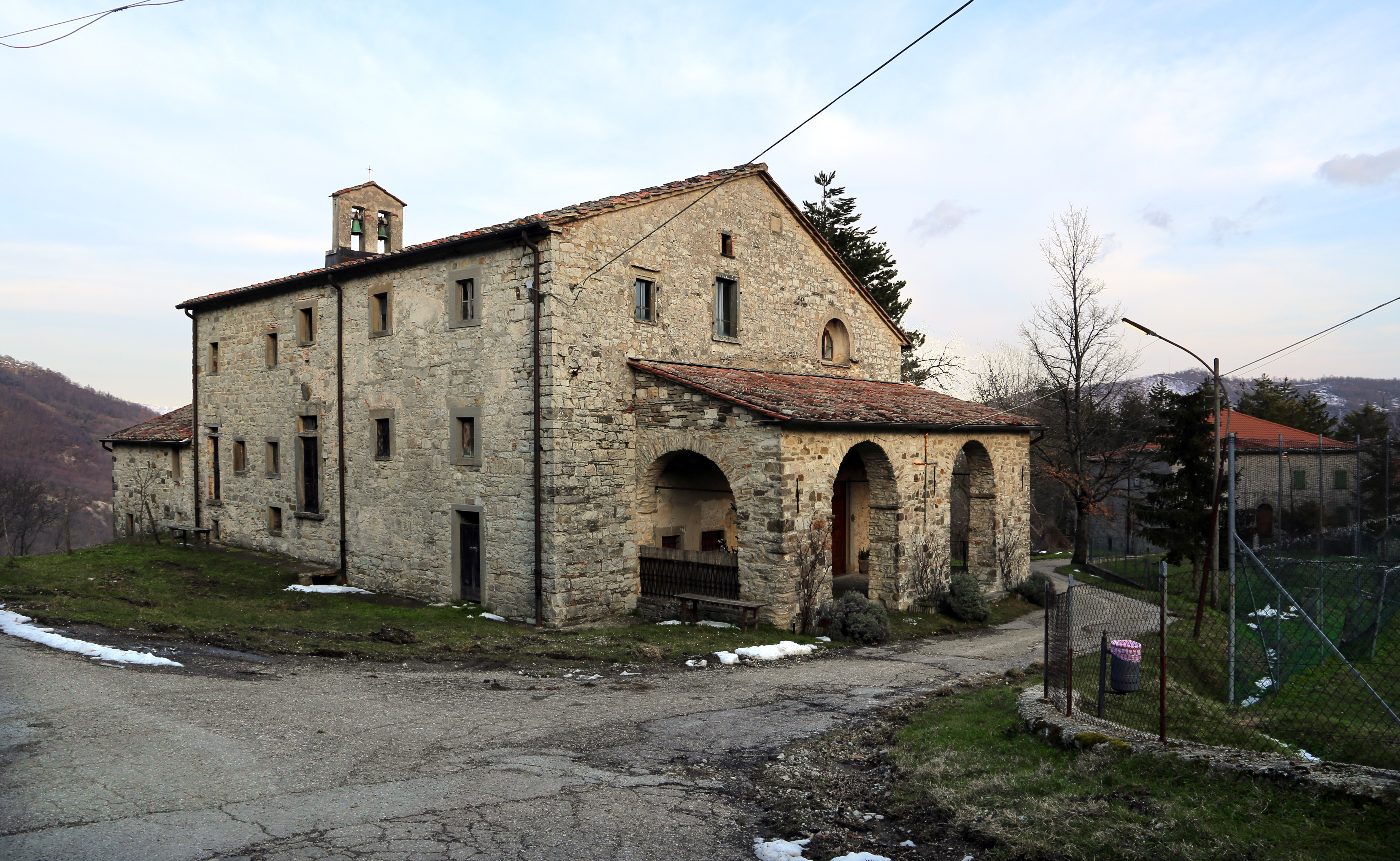
Chiesa di Santi Pietro e Paolo im Ortsteil Fresciano
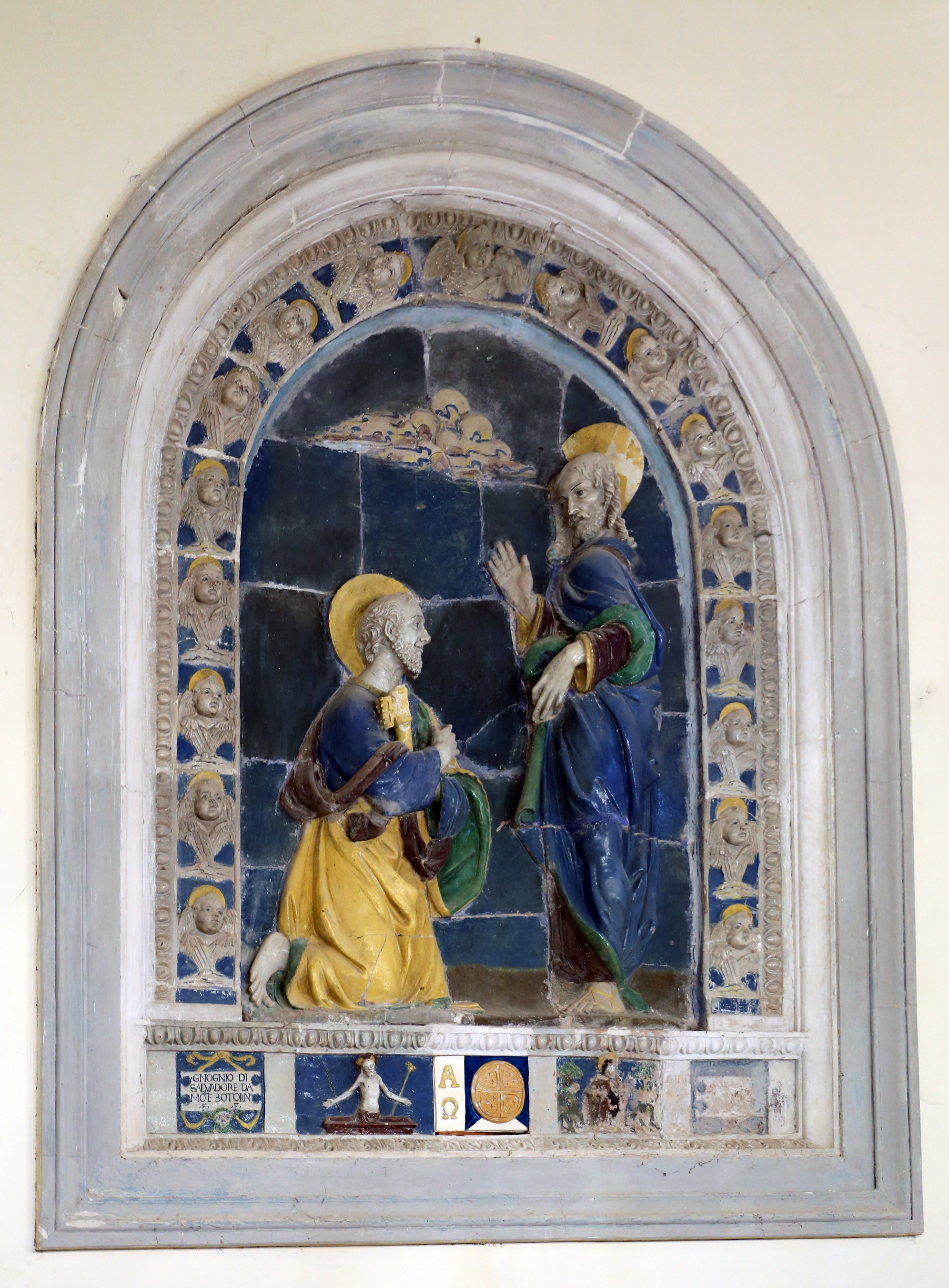
Terrakotta von Santi Buglioni in Fresciano